# تناقض ظاهري

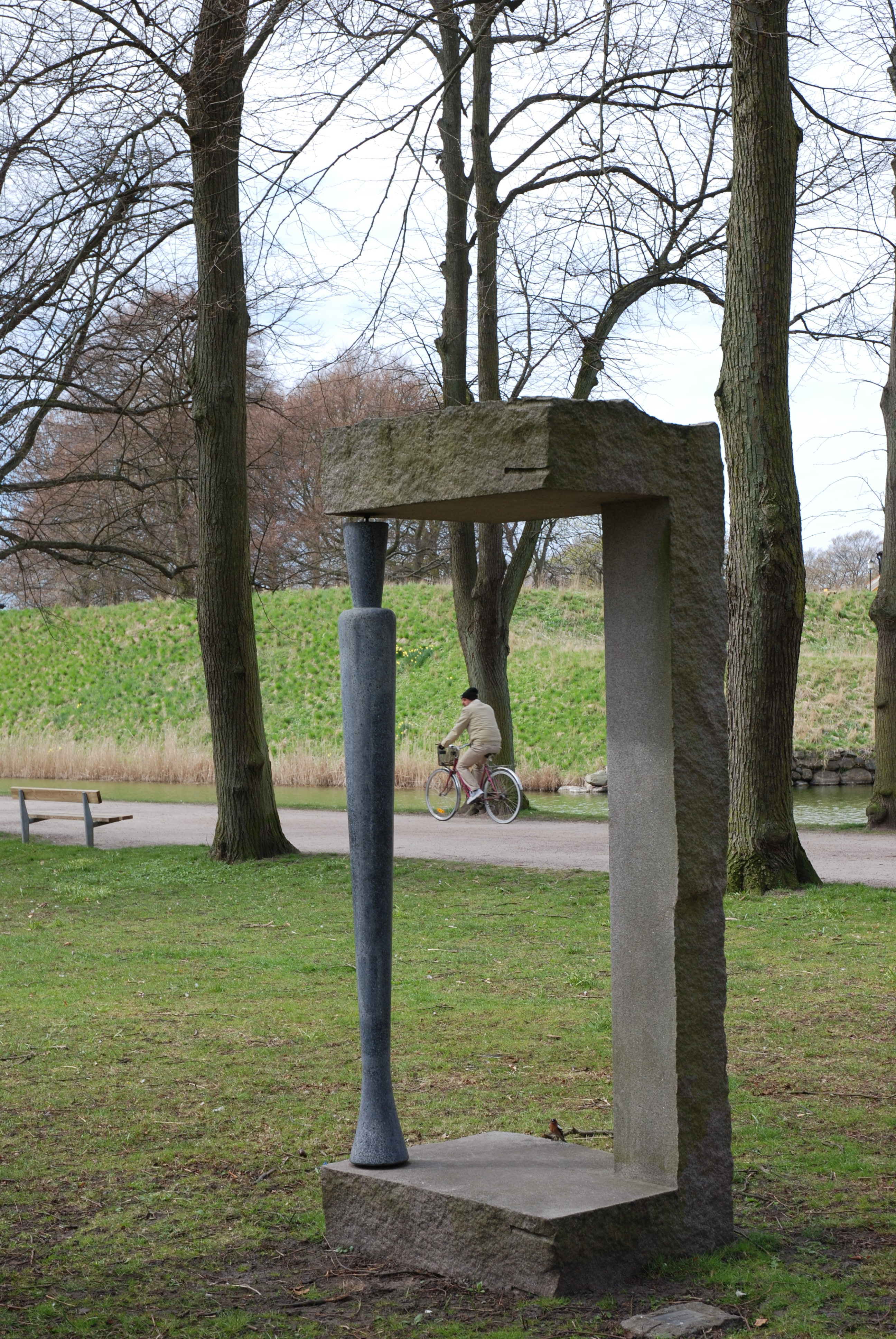

الإرداف الخلفي أو التناقض الظاهري (Oxymoron أو الارداف الخلفي؛ أو التّناقض اللّفظيّ) هو صورة بيانية تجمع لفظتين متناقضتين ظاهريا مما يمنحهما معنى جديدا، على سبيل المثال «وحيد بين الناس» و«صدفة مقصودة» و«المضحك المبكي» و «السهل الممتنع».
يعود الاصطلاح «أوكسيمورون» (oxymoron) إلى اليونانية، إذ إنه دمج للكلمتين oxus وتعني حاد أو ذكي، وmoros وتعني حماقة أو بلادة. وهذا التعبير «حماقة ذكية»، يشير، دون أدنى شك، إلى الدمج بين المتناقضَين بشكل غير مألوف، وهذا ما يميّز الأوكسيمورون بشكل خاص عن غيره من الأساليب. وفي اللغة العربية، تُرجم مصطلح الأوكسيمورون إلى «الإرداف الخلفي»، وعُرّف بأنه «تناقض ظاهري بين عبارتين لإثارة الإعجاب»، أو السخرية، أو للوصول إلى تأثير بلاغي. وقد أشار عدنان قاسم إلى أسلوب الأوكسيمورون تحت عنوان «المصاحبات اللغوية غير العادية»، الذي يعالج فيه أهم ميزات لغة الشعر الحديث، وهي جعل «الكلمات تتجاور بشكل غريب»، كأن تُستعمَل الكلمات، وإن كانت معجمية، استعمالاً نحويًا غير مألوف، أو أن يزاوج الشاعر بين أشياء خارجية وأخرى باطنية في تركيبات لغوية (كقول أدونيس بادية العروق)، أو أن يضيف مظهرًا من مظاهر الطبيعة إلى شيء معنوي غير محدد القسمات، فيغمض معناه ويصبح غير واقعي (كقول أدونيس: الغصون الخفية، وسهول الرؤى)، أو أن يأتي الشاعر بدمج كلمات تتقابل في الاتجاه، (كقول أدونيس «أنهض أرضًا»؛ حيث النهوض هو إلى أعلى وأرضًا هي إلى أسفل، وقوله «اللسان ينبت في الأقدام»، ثم جعله الجدار والغصن اللذين يعبران عن الصلابة والجمود يتحولان إلى دمع مع ما بينهما من فروق وتناقض «الجدار يصير دمعًا»). وهذا النوع الأخير من التجاورات اللغوية الغريبة يدخل، دون شك، في إطار الأوكسيمورون، مع أن قاسم لم يذكر هذا المصطلح صراحةً.